# 그누텔라2

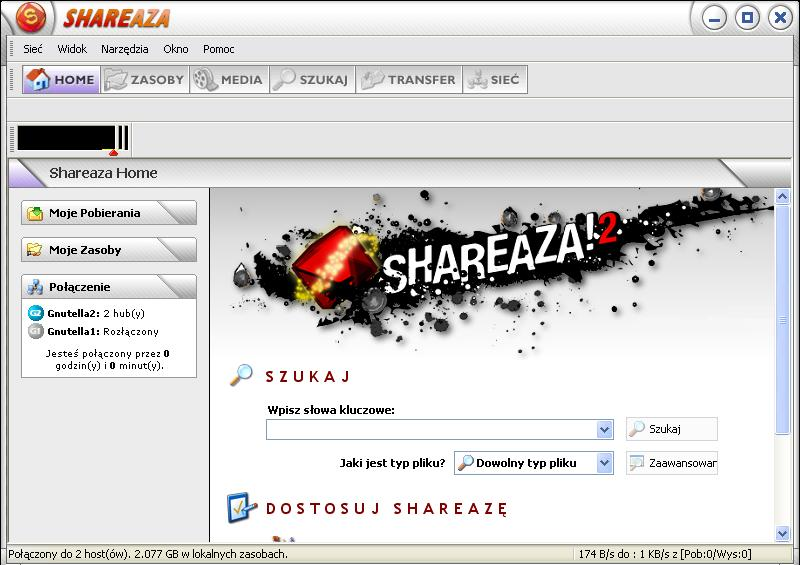

그누텔라2(Gnutella2, 또는 G2)는 2002년에 발표, 프로그래머 마이클 스톡스(Michael Stokes)가 주로 개발한 P2P 프로토콜이다. 원래 누텔라 프로토콜에 영감을 받았지만 누텔라의 연결 핸드셰이크(connection handshake)과 다운로드 역학과 비슷하다는 점을 제외한 누텔라2는 프로그래밍 구조가 다르다.

## 같이 보기
- 누텔라